# Таурагское староство
Таурагское староство (лит. Tauragės seniūnija) — одно из 8 староств Таурагского района, Таурагского уезда Литвы. Административный центр — город Таураге.

## География
Расположено на западе Литвы, в центральной и южной части Таурагского района, в Каршувской низменности и частично на Западно-Жямайтской равнине.
Граничит с Лауксаргяйским староством на юго-западе, Жигайчяйским — на западе, Мажонайским — на севере, Батакяйским — на северо-востоке, Гауреским — на востоке, Вилькишкяйским староством Пагегяйского самоуправления — на юге, и Вешвильским староством Юрбаркского района — на юго-востоке.

## Население
Таурагское староство включает в себя 61 деревню, 1 населённый пункт при железнодорожной станции и 1 хутор.